# Пола Маклейн
Пола Маклейн (на английски: Paula McLain) е американска поетеса и писателка на произведения в жанра драма, исторически роман, лирика и мемоари.

## Биография и творчество
Пола Джийн Маклейн е родена на 7 октомври 1965 г. в Фресно, Калифорния, САЩ. Когато е 4-годишна, майка ѝ изчезва, а баща ѝ е в затвора. Тя и сестрите ѝ (една по-възрастна, една по-млада) се преместват в и из различни приемни семейства за следващите 14 години. След завършване на средното си образование и излизане от социалната система, работи на временни места като медицински помощник в санаториум, разносвач на пици, работник в автомобилен завод и сервитьорка на коктейли.
Едновременно с работата си започва да пише стихове. На 19 години публикува първото си стихотворение. През 1989 г. се включва в клас по творческо писане. През 1996 г. получава магистърска степен по поезия от Университета на Мичиган. Получава стипендии от Съвета за изкуства в Охайо и Националната фондация за изкуства, и участва в писателските разиденции „Yaddo“ и „MacDowell“.
Първата ѝ стихосбирка „Less of Her“ (Малко от нея) е издадена през 1999 г. Мемоарната ѝ книга „Like Family : Growing Up in Other People's Houses“ (Като семейство: Израстването в домовете на други хора) е издадена през 2003 г.
През 2008 г. е издаден първият ѝ роман „A Ticket to Ride“ (Билет за пътуване), история за младежката любов и израстване, и за опасностите и тъмните страни на любовта и лоялността.
Големият ѝ успех идва с историческия роман „Парижката съпруга“, който е измислена история за първата съпруга на писателя Ърнест Хемингуей – Елизабет Ричардсън. Книгата става бестселър в списъка на „Ню Йорк Таймс“ и е преведена на над 30 езика по света.
През 2015 г. е издаден романа ѝ „Лейди Африка“, който представя историята на израсналата в колониална Кения англичанка Берил Маркам, която е първата авиаторка, прекосила сама Атлантическия океан от изток на запад, и е вдъхновение за Ърнест Хемингуей.
В романа си „Любов и разруха“ от 2018 г. историята е за журналистката Марта Гелхорн, която 28-годишна отразява Гражданската война в Испания, там се запознава с Ърнест Хемингуей, и става негова съпруга и муза в продължение на 5 години, но преследва собствена кариера в литературата.
Нейните есета са публикувани в „Ню Йорк Таймс“, „Real Simple“, „Town & Country“, „Гардиън“ и „Good Housekeeping“.
Пола Маклейн живее със семейството си в Кливланд, САЩ.

## Произведения

### Самостоятелни романи
- A Ticket to Ride (2008)
- The Paris Wife (2011)
Парижката съпруга, изд.: ИК „Обсидиан“, София (2018), прев. Любомир Николов – Нарви
- Circling the Sun (2015)
Лейди Африка, изд.: ИК „Обсидиан“, София (2015), прев. Боян Дамянов
- Love and Ruin (2018)
Любов и разруха, изд.: ИК „Обсидиан“, София (2018), прев. Надя Баева
- When the Stars Go Dark (2021)

### Поезия
- Less of Her (1999)
- Stumble, Gorgeous (2005)

### Документалистика
- Like Family : Growing Up in Other People's Houses (2003) – мемоари